# Pływanie na Letnich Igrzyskach Olimpijskich 2020 – 400 m stylem zmiennym kobiet
400 m stylem zmiennym kobiet – jedna z konkurencji pływackich, które odbyły się podczas XXXII Igrzysk Olimpijskich w Tokio. Eliminacje miały miejsce 24 lipca, a finał konkurencji 25 lipca 2021 roku.

## Terminarz
Wszystkie godziny podane są w czasie japońskim (UTC+09:00) oraz polskim (CEST).
| Data          | Godzina rozpoczęcia | Godzina rozpoczęcia |            |
| Data          | UTC+09:00           | CEST                |            |
| ------------- | ------------------- | ------------------- | ---------- |
| 24 lipca 2021 | 20:30               | 13:30               | Eliminacje |
| 25 lipca 2021 | 11:12               | 4:12                | Finał      |

## Rekordy
Przed zawodami rekord świata i rekord olimpijski wyglądały następująco:
| Rekord            | Zawodniczka    | Czas    | Miejsce        | Data            |
| ----------------- | -------------- | ------- | -------------- | --------------- |
| Rekord świata     | Katinka Hosszú | 4:26,36 | Rio de Janeiro | 6 sierpnia 2016 |
| Rekord olimpijski | Katinka Hosszú | 4:26,36 | Rio de Janeiro | 6 sierpnia 2016 |

## Wyniki

### Eliminacje
| Miejsce | Wyścig | Tor | Zawodniczka                | Państwo           | Czas      | Uwagi |
| ------- | ------ | --- | -------------------------- | ----------------- | --------- | ----- |
| 1.      | 3      | 5   | Emma Weyant                | Stany Zjednoczone | 4:33,55   | Q     |
| 2.      | 3      | 6   | Aimee Willmott             | Wielka Brytania   | 4:35,28   | Q     |
| 3.      | 2      | 4   | Yui Ōhashi                 | Japonia           | 4:35,71   | Q     |
| 4.      | 3      | 3   | Mireia Belmonte            | Hiszpania         | 4:35,88   | Q     |
| 5.      | 2      | 5   | Hali Flickinger            | Stany Zjednoczone | 4:35,98   | Q     |
| 6.      | 2      | 6   | Viktória Mihályvári-Farkas | Węgry             | 4:35,99   | Q     |
| 7.      | 3      | 4   | Katinka Hosszú             | Węgry             | 4:36,01   | Q     |
| 8.      | 2      | 7   | Ilaria Cusinato            | Włochy            | 4:37,37   | Q     |
| 9.      | 3      | 2   | Sara Franceschi            | Włochy            | 4:39,93   |       |
| 10.     | 3      | 1   | Anja Crevar                | Serbia            | 4:40,50   |       |
| 11.     | 2      | 1   | Yu Yiting                  | Chiny             | 4:41,64   |       |
| 12.     | 3      | 8   | Ageha Tanigawa             | Japonia           | 4:41,76   |       |
| 13.     | 3      | 7   | Fantine Lesaffre           | Francja           | 4:41,98   |       |
| 14.     | 2      | 2   | Tessa Cieplucha            | Kanada            | 4:44,54   |       |
| 15.     | 1      | 5   | Katja Fain                 | Słowenia          | 4:44,66   |       |
| 16.     | 1      | 3   | Azzahra Permatahani        | Indonezja         | 4:54,54   |       |
| 17.     | 1      | 4   | Virginia Bardach           | Argentyna         | 5:01,98   |       |
| 18. !   | 2      | 3   | Sydney Pickrem             | Kanada            | 9:99,99 ! | DNS   |

### Finał
| Miejsce | Tor | Zawodniczka                | Państwo           | Czas    | Uwagi |
| ------- | --- | -------------------------- | ----------------- | ------- | ----- |
| 1 !     | 3   | Yui Ōhashi                 | Japonia           | 4:32,08 |       |
| 2 !     | 4   | Emma Weyant                | Stany Zjednoczone | 4:32,76 |       |
| 1 !     | 2   | Hali Flickinger            | Stany Zjednoczone | 4:34,90 |       |
| 4.      | 6   | Mireia Belmonte            | Hiszpania         | 4:35,13 |       |
| 5.      | 1   | Katinka Hosszú             | Węgry             | 4:35,98 |       |
| 6.      | 7   | Viktória Mihályvári-Farkas | Węgry             | 4:37,75 |       |
| 7.      | 5   | Aimee Willmott             | Wielka Brytania   | 4:38,30 |       |
| 8.      | 8   | Ilaria Cusinato            | Włochy            | 4:40,65 |       |